# マディソン・ビアー
マディソン・エル・ビアー（Madison Elle Beer、1999年3月5日 - ）は、アメリカ合衆国の歌手、女優。
彼女は1999年3月5日に、ロングアイランドで、高級住宅業を仕事とする家庭で生まれた。ライダーという名の弟がいる。両親は離婚しており、父親は再婚した。ビアーは、ユダヤ人とアシュケナジムの血を引いている。
彼女は2012年初頭に自ら歌った動画を、YouTubeに投稿し始めた。ジャスティン・ビーバーが彼女の楽曲についてツイートしたことがきっかけで、メディアから注目されるようになった。

## ディスコグラフィ
- POP/STARS（2018年）
- As She Pleases EP（2018年）
- Life Support デビュー・アルバム（2021年）